# Balazé
Balazé é uma comuna francesa na região administrativa da Bretanha, no departamento Ille-et-Vilaine. Estende-se por uma área de 36,4 km². Em 2010 a comuna tinha 2 273 habitantes (densidade: 62,4 hab./km²).